# Henry Bauchau
Henry Bauchau (* 22. Januar 1913 in Mechelen, Belgien; † 21. September 2012 in Paris) war ein belgischer Autor und Psychotherapeut.
Henry Bauchau war Mitglied der Académie royale de langue et de littérature françaises de Belgique und wurde mit zahlreichen Preisen ausgezeichnet, darunter 2002 mit dem renommierten Prix de Rome, 2004 mit dem Prix de la Société des hommes de lettres und 2008 mit dem Prix du Livre Inter. Er galt im französischen Sprachraum als einer der bedeutendsten zeitgenössischen Schriftsteller, der sich auch in Dramatik und Lyrik einen Namen gemacht hat.

## Leben
Bauchau studierte Jura und engagierte sich für die Christliche Arbeiterjugend. 1936 wurde er als Anwalt in Brüssel tätig. Bei Kriegsausbruch 1939 wurde er als Offizier der Reserve eingezogen und erlebte die Kapitulation Belgiens im Jahr 1940. 1943 schloss er sich den Partisanen in den Ardennen an, wurde verwundet und in London medizinisch gepflegt.
1946 ließ er sich in Paris nieder und gründete dort ein kleines Verlagshaus. Zur gleichen Zeit unterzog er sich einer Psychoanalyse durch Blanche Reverchon-Jouve, die Gattin des französischen Dichters Pierre Jean Jouve. Sie regte ihn dazu an, selbst als Autor und Dichter tätig zu werden.
1958 erschien sein erster Gedichtzyklus Géologie, der von Jean Paulhan gewürdigt wurde, in der Nouvelle Revue Française. 1959 folgte sein erstes Theaterstück Gengis Khan, 1966 sein erster Roman La Déchirure. 1972 wurde als zweiter Roman Le Régiment noir publiziert. Erst 1990 erschien das große Alterswerk Œdipe sur la route, das 1997 mit dem zweiten Roman Antigone fortgeführt wurde. 2004 veröffentlichte Bauchau den Roman L’Enfant bleu. Daneben entstand um den Ödipus-Zyklus die wichtige Folge der Tagebücher: Jour après jour (1992) enthält die Aufzeichnungen zwischen 1983 und 1989, Le Journal d’Antigone (1999) berichtet über die Jahre 1989 bis 1992 und Passage de la bonne graine (2002) reicht bis in die Gegenwart des Jahres 2001 und das im Frühjahr 2005 erschienene Journal de La Déchirure behandelt unter dem Titel La Grande Muraille die Jahre 1960 bis 1965.
Die Beschäftigung mit dem thebanischen König und seiner Schwester-Tochter Antigone geht auf Gedichte aus dem Zyklus Matière du soir von 1964 und das zweite Drama La Machination (ursprünglicher und heute wieder gültiger Titel: La Reine en amont) von 1967/1968 zurück. Diese frühen Beschäftigungen enthüllen, in welchem Maß die vorausgehende Lyrik und Prosa eingebunden ist in die beiden großen, Gattungen und Textsorten sprengenden Erzählwerke, die Bauchau selbst als «roman» bezeichnet und denen die belgische Literaturkritik gern die Ebenbürtigkeit mit dem Werk zuerkennt, das die junge Nationalliteratur Belgiens begründet hat, mit Charles de Costers Epos La Légende et les aventures héroïques, joyeuses et glorieuses d’Ulenspiegel et de Lamme Goedzak au pays de Flandre et ailleurs.
Im März 2003 wurde im Brüsseler Opernhaus La Monnaie die Oper Œdipe sur la route mit der Musik von Pierre Barthélémy in der Inszenierung von Philippe Sireuil welturaufgeführt. Der Dichter selbst hatte das Libretto verfasst. Eine erste Sammlung der Gedichte von 1950 bis 1986 legte Hubert Nyssen 1986 unter dem Titel Poésies vor; es ist das Verdienst des Verlagshauses Actes Sud in Arles, zu einem frühen Zeitpunkt den Dichter Bauchau gewürdigt zu haben. 1995 wurde diese Ausgabe ergänzt und in der Taschenbuchreihe Labor unter dem Titel Heureux les déliants verlegt. Henry Bauchau hat als Prosaschriftsteller und Lyriker weltweit Anerkennung gefunden. Dies wurde erstmals sichtbar in dem 2001 in Cerisy durchgeführten Kongress, zu dem Forscher, Nachwuchswissenschaftler, Übersetzer, Theaterleute und junge Studierende aus aller Welt zusammenkamen.
Dennoch ist Bauchaus dramatisches Werk bis heute über die Grenzen des französischen Sprachraums hinaus kaum bekannt, obwohl er sich in Gengis Khan wie in La Reine en amont in die europäische Theatertradition stellt und insbesondere in seinem ersten Stück, dessen Niederschrift 1954 begonnen wurde, die Erfahrungen mit Hitler-Deutschland aus belgischer Perspektive verarbeitet. Gengis Khan bietet ebenso Ansatzpunkte für eine historische Lektüre des Mongolensturmes, wie für eine psychoanalytische Deutung als individueller Auseinandersetzung mit der Macht, wie schließlich die Replik auf die kaum verarbeitete, noch ganz gegenwärtige zeitgeschichtliche Erfahrung mit einer politischen, charismatischen Führergestalt, ihren Grenzen und ihren Möglichkeiten. Insofern stellt dieses Drama eine originelle Aufarbeitung des deutsch-belgischen Verhältnisses aus der Perspektive eines Wallonen dar, der sich der politischen Linie Leopolds III. angeschlossen hatte und erst spät, nach der rexistischen Unterwanderung der Volontaires du Travail auf den aktiven Widerstand setzte und 1944 nach England ging.
Bauchau hat sich nach dem Krieg in Paris niedergelassen, bevor er für lange Jahre in die Schweiz, nach Gstaad, ging. Dort empfing er zahlreiche Freunde zu längeren, literarisch anregenden Besuchen, darunter Pierre Jean Jouve, Philippe Jaccottet und Ernst Jünger. 1975 kehrte Bauchau nach Paris zurück, nahm an den Seminaren von Jacques Lacan teil und war als Psychotherapeut für psychotische Jugendliche tätig. Zuletzt empfing er kaum noch Patienten und widmete sich weitgehend der Drucklegung und der Deutung seiner Werke sowie der Niederschrift seiner Tagebücher und Gedichte. Der Schauspieler Patrick Bauchau (* 1938) ist sein Sohn.
Am 21. September 2012 starb Bauchau im Alter von 99 Jahren in Louveciennes.